# Linaria rupestris
Linaria rupestris là một loài thực vật có hoa trong họ Mã đề. Loài này được Mill. mô tả khoa học đầu tiên.